# Colin Kapp
Derek Ivor Colin Kapp (geboren am 3. April 1928 in South London, UK; gestorben am 3. August 2007 in Chichester, Sussex) war ein britischer Science-Fiction-Schriftsteller.

## Leben
Kapp war der Sohn von John L. F. Kapp und Annie M. A. Kapp, geborene Towner.
Er arbeitete als Elektrotechniker, anfangs bei Mullard Radio Valve Company und später als freiberuflicher Spezialist für Galvanotechnik, und schrieb Science-Fiction im Nebenberuf.
Seine erste Kurzgeschichte Life Plan erschien 1958 in der Zeitschrift New Worlds.
2007 ist Kapp im Alter von 79 Jahren gestorben.

## Bibliografie
Cageworld (Serie)
- 1 Search for the Sun! (1982)
  - Deutsch: Die Suche nach der Sonne. Heyne SF&F #5975, 1998, ISBN 3-453-14006-0.
- 2 The Lost Worlds of Cronus (1982)
  - Deutsch: Die verlorenen Welten von Cronus. Heyne SF&F #5976, 1998, ISBN 3-453-14007-9.
- 3 The Tyrant of Hades (1982)
  - Deutsch: Der Tyrann von Hades. Heyne SF&F #5977, 1998, ISBN 3-453-14871-1.
- 4 Star-Search (1983)
  - Deutsch: Die Suche nach den Sternen. Heyne SF&F #5978, 1999, ISBN 3-453-14898-3.

Chaos (Serie)
- 1 Patterns of Chaos (1972)
  - Deutsch: Der Meister des Chaos. Übersetzt von Gerd David. Bastei Lübbe #21033, 1973, ISBN 3-404-00182-6.
- 2 The Chaos Weapon (1977)

Unorthodox Engineers (Kurzgeschichtenserie)
- The Railways Up on Cannis (1959)
- The Subways of Tazoo (1964)
- The Pen and the Dark (1966)
- Getaway from Getawehi (1969)
- The Black Hole of Negrav (1975)
- The Unorthodox Engineers (1979, Sammlung)

Romane
- The Dark Mind (1963, auch als Transfinite Man, 1964)
  - Deutsch: Dimensionen des Satans. Bastei Lübbe Science Fiction Taschenbuch #18, 1972, ISBN 3-404-00007-2.
- The Wizard of Anharitte (1972)
  - Deutsch: Der Zauberer von Anharitte. Übersetzt von Michael K. Iwoleit. Heyne SF&F #5947, 1998, ISBN 3-453-13976-3.
- The Survival Game (1976)
- Manalone (1977)
- The Ion War (1978)
  - Deutsch: Der Ionen-Krieg. Übersetzt von Irene Holicki. Heyne SF&F #4437, 1987, ISBN 3-453-00465-5.

Sammlung
- The Cloudbuilders and Other Marvels (2013)

Kurzgeschichten
- Life Plan (1958)
- Survival Problem (1959, auch als Problem: Survival)
- Calling Mr. Francis (1959)
- Breaking Point (1959)
- Enigma (1960)
- The Exposing Eye (1960)
- The Glass of Iargo (1960)
- The Bell of Ethicona (1960)
- For the Love of Pete (1961)
- Lambda I (1962)
  - Deutsch: Die Phase des Schreckens. In: John Carnell (Hrsg.): Die Phase des Schreckens. Pabel (Utopia Zukunft #277), 1966.
- The Night-Flame (1964)
- Hunger Over Sweet Waters (1965)
- The Imagination Trap (1967)
- Ambassador to Verdammt (1967)
  - Deutsch: Ein Gesandter für Verdammt. In: Science-Fiction-Stories 33. Ullstein 2000 #61 (3021), 1974, ISBN 3-548-03021-1.
- The Cloudbuilders (1968)
  - Deutsch: Durchbruch durch die Wolken. In: Science-Fiction-Stories 52. Ullstein 2000 #99 (3166), 1975, ISBN 3-548-03166-8.
- I Bring You Hands (1968)
  - Deutsch: Die programmierten Hände. In: Walter Ernsting, Thomas Schlück (Hrsg.): Galaxy 13. Heyne SF&F #3155, 1969.
- The Teacher (1969)
- Gottlos (1969)
- Letter from an Unknown Genius (1971)
- What the Thunder Said (1972)
- Which Way Do I Go For Jericho? (1972)
- Crimescan (1973)
  - Deutsch: Crimescan. In: Herbert W. Franke (Hrsg.): Science Fiction Story Reader 4. Heyne SF&F #3451, 1975, ISBN 3-453-30344-X.
- The Old King's Answers (1973)
- War of the Wastelife (1974)
- Mephisto and the Ion Explorer (1974)
  - Deutsch: Hinab ins Flammenmeer. In: Science-Fiction-Stories 76. Ullstein Science Fiction & Fantasy #31002, 1979, ISBN 3-548-31002-8.
- Cassius and the Mind-Jaunt (1975)
- Something in the City (1984)
- An Alternative to Salt (1986)